# إندوكس
الشبكة الدولية لمصادر وخبراء القصص المصورة في عالم ديزني (بالإنجليزية: International Network of Disney Universe Comic Knowers and Sources)‏ أو إندوكس (بالإنجليزية: Inducks)‏ هي قاعدة بيانات متاحة مجانًا تهدف إلى فهرسة جميع قصص ديزني المصورة المطبوعة على الإطلاق في العالم، والتي تم إنشاؤها وصيانتها من قبل الهواة والمحترفين. إنه مشروع دولي يوفر فهارس لحوالي 170.000 إصدار من قصص ديزني المصورة في جميع أنحاء العالم. يتم توزيعه بموجب ترخيص خاص به.

## وصلات خارجية
- إندوكس. (بالإنجليزية)
- بولدرباست موقع يحتوي على معلومات عامة عن إندوكس. (بالإنجليزية)
- سي أو إيه، متصفح إندوكس. (بالإنجليزية)